# Renesance (film)
Renesance (v originále Renaissance) je francouzsko-britsko-lucemburský animovaný film z roku 2006, který režíroval Christian Volckman. Film je natočený technikou motion capture, je černobílý s odstíny šedi, s výjimkou několika krátkých barevných záběrů. Snímek měl v ČR premiéru 10. května 2007 a téhož roku vyšel na DVD. Děj se odehrává v Paříži v roce 2054.

## Děj
Paříž v roce 2054. Nábřeží Seiny jsou uzavřeny ve skleněných tunelech, obrovské lofty vyčnívají nad tradiční mansardovou zástavbu. Jedné noci je unesena Ilona Tasuievová, mladá vědkyně pracující pro všemocnou zdravotnickou korporaci Avalon, jejíž reklamy jsou všude ve městě. Vyšetřováním je pověřen inspektor Karas, odborník na únosy a rukojmí. Vyšetřování, při kterém mu pomáhá Ilonina sestra Bislane, přivede inspektora Karase až do dávné minulosti, do roku 2006. V té době ukončil profesor Jonas Muller výzkum lidského genomu a nemoci progerie, přičemž jeho výsledky vedly k objevu nesmrtelnosti. V roce 2054 jeho spolupracovnice Ilona Tasuievová odhalí profesorovo tajemství a ten ji proto unese. Toto tajemství chce ovšem také získat společnost Avalon a její viceprezident Paul Dellenbach, který usiluje o Karasovu smrt.

## Herci a postavy
| Postava            | Předloha (motion capture) | Hlas ve fr. verzi  | Hlas v angl. verzi  |
| ------------------ | ------------------------- | ------------------ | ------------------- |
| Barthélémy Karas   | Robert Dauney             | Patrick Floersheim | Daniel Craig        |
| Bislane Tasujevová | Crystal Shepherd-Cross    | Laura Blanc        | Catherine McCormack |
| Ilona Tasujevová   | Isabelle Van Waes         | Virginie Mery      | Romola Garai        |
| Paul Dellenbach    | Max Hayter                | Gabriel Le Doze    | Jonathan Pryce      |
| Jonas Muller       | Marco Lorenzini           | Marc Cassot        | Ian Holm            |
| Pierre Amiel       | Jerome Causse             | Bruno Choël        | Rick Warden         |
| Nusrat Farfella    | Jean-François Wolff       | Marc Alfos         | Kevork Malikyan     |

## Ocenění
Film získal v roce 2006 cenu za dlouhometrážní film na Festival international du film d'animation.